# Justin Winsor
Justin Winsor (2 janvier 1831-22 octobre 1897) est un écrivain, bibliothécaire et historien américain. Son travail historique a de forts éléments bibliographiques et cartographiques. Il est une sommité dans l'histoire des débuts de l'Amérique du Nord et est le premier président de l'American Library Association ainsi que troisième président de la Société américaine d'histoire.

## Jeunesse et éducation
Winsor est né à Boston, Massachusetts, fils de Nathaniel Winsor III (1806 - vers 1890) et d'Ann Thomas Howland Winsor (1809–1893). Son père est un négociant maritime qui a établi la "Winsor Line", l'une des premières lignes régulières de clipperships entre Boston et San Francisco. Peu de temps avant sa naissance, ses parents ont déménagé à Boston depuis Duxbury, Massachusetts, où la famille Winsor est impliquée dans la construction navale depuis des générations. La maison de son grand-père, la Nathaniel Winsor, Jr. House, est maintenant le siège de la Duxbury Rural and Historical Society. Justin Winsor est diplômé de la Boston Latin School. Il entre à Harvard, mais part dans sa dernière année et n'a jamais terminé ses études à l'université. À cette époque, il planifie un mémoire de Garrick et de ses contemporains, dont le manuscrit et les notes se trouvent à la bibliothèque de Harvard. Il étudie ensuite à Paris et à Heidelberg. Winsor retourne à Harvard pour terminer ses études en 1868. Il obtient un LLD à l'Université du Michigan en 1887.

## Famille
En 1855, Winsor épouse Caroline Tufts Barker (1830–1911), fille d'Ebenezer et Sally Fuller Barker de Charlestown, Massachusetts. Ils ont deux enfants, Mary (née en 1860) décédée en bas âge, et Constance (vers 1861 - 1895).

## Écrivain et éditeur

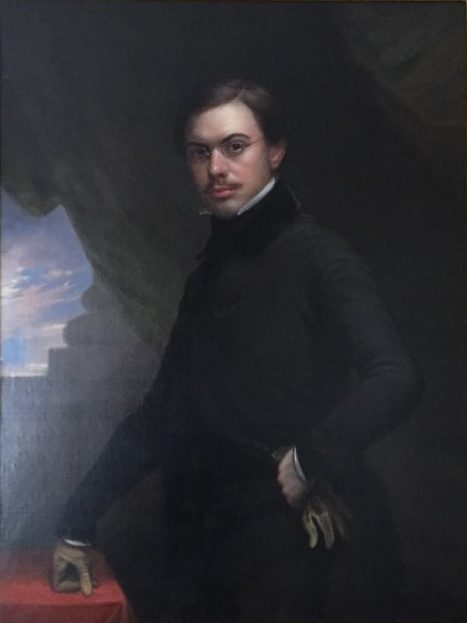
Winsor à 19 ans, portrait par Thomas Badger

Justin Winsor publie son premier livre, A History of the Town of Duxbury (1849), au cours de sa première année à Harvard. Il contribue à de nombreux périodiques et, en plus d'éditer de nombreux ouvrages plus petits, il édite certains des ouvrages historiques les plus importants du XIXe siècle, parmi lesquels : Reader's Handbook of American History (1879), The Memorial History of Boston (4 vol. ., 1880–1881) et l'Histoire narrative et critique de l'Amérique (8 vol., 1884–1889). Ce dernier est une référence historique standard pendant des décennies.

## Bibliothécaire

### Bibliothèque publique de Boston

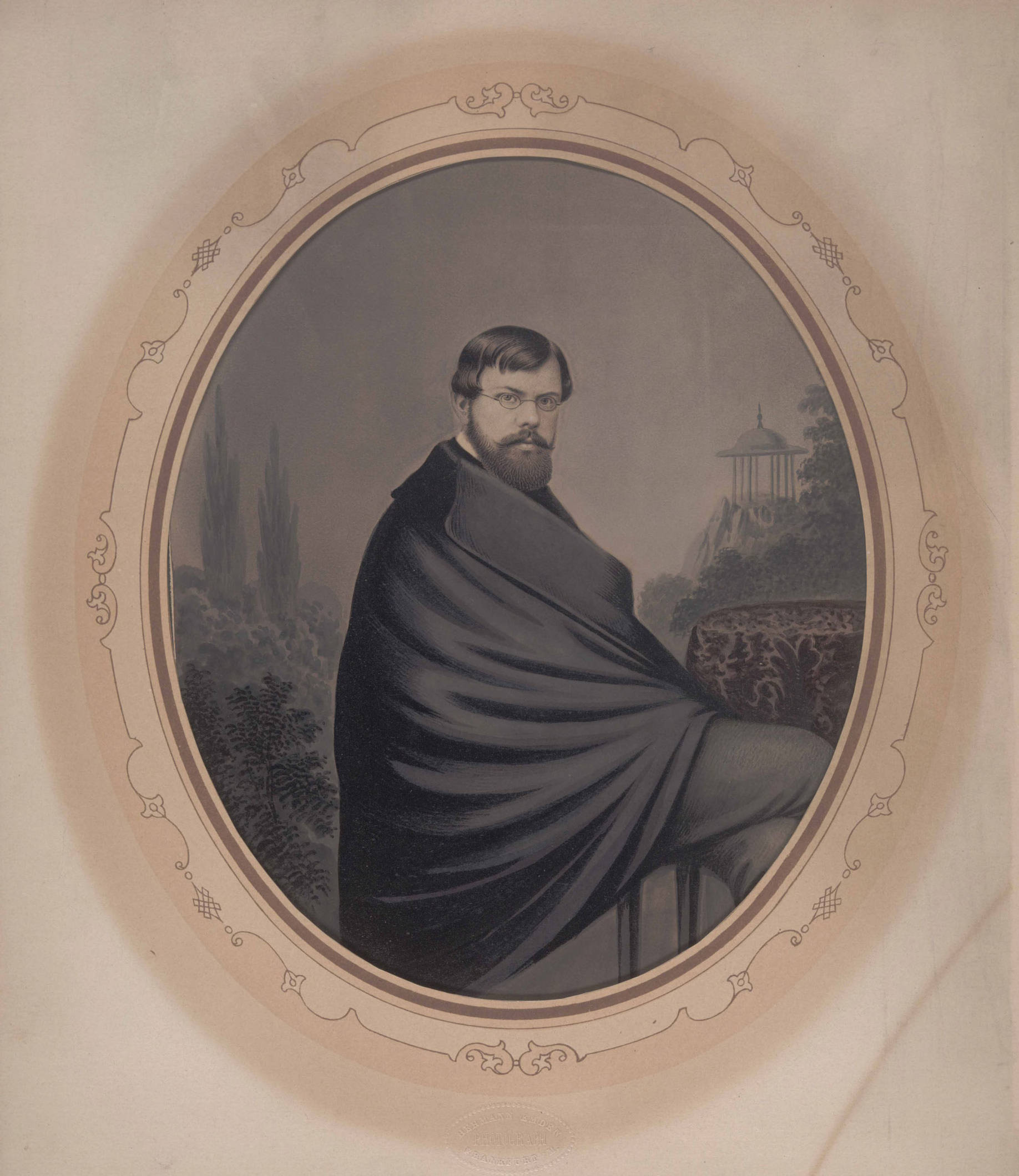
Winsor en 1854, à 23 ans

Winsor est l'un des créateurs de la profession de bibliothécaire, un fervent partisan de la capacité des bibliothèques à s'élever et un chef de file dans les efforts visant à faire des bibliothèques le centre des universités. Il commence sa carrière de bibliothécaire en tant qu'administrateur (1867–1868), puis surintendant (1868–1877) de la Bibliothèque publique de Boston. En tant que membre des Brahmane de Boston, Winsor trouve une opportunité de s'engager dans une réforme sociale tout en poursuivant des buts intellectuels. Il reflète la forte croyance des brahmanes dans l'entraide, l'élévation et le progrès social. Ils épousent l'idée socratique selon laquelle la connaissance crée la vertu et Winsor considère la bibliothèque publique comme un moyen d'éduquer les gens ordinaires afin que l'ordre traditionnel de la république soit maintenu.
À la bibliothèque publique de Boston, Winsor entreprend de nombreux projets utilisés pour suivre et aider l'utilisation de la bibliothèque. Il réalisé une analyse statistique innovante de l'utilisation de la bibliothèque et utilise les résultats pour promouvoir l'idée que les bibliothèques ne sont pas seulement des institutions et des dépôts de livres, mais un processus. Il consacre également une grande attention à la compilation de bibliographies et de guides de lecture publique. Aussi, Winsor annote le catalogue pour lui donner un caractère pédagogique. Dans un effort pour augmenter l'utilisation des livres, il travaille pour la création de bibliothèques annexes, des heures prolongées et des restrictions d'utilisation assouplies.

### Bibliothécaire de Harvard
En 1877, à la suite d'une dispute avec l'échevin Hugh O'Brien au sujet du professionnalisme de la gestion de la bibliothèque, Winsor quitte la Boston Public Library pour devenir bibliothécaire de l'Université de Harvard, où il sert jusqu'à sa mort. Dans sa double carrière de bibliothécaire-historien, il est un prototype du bibliothécaire universitaire idéal.
Winsor arrive à Harvard à une époque où la recherche gagne en importance. Les professeurs et les étudiants assument un accès facile à de vastes collections. Winsor veut faire de la bibliothèque le centre de l'université. Dans cet effort, il pousse pour plus de livres et une plus grande accessibilité, améliore le catalogue, informe le corps professoral des nouvelles acquisitions, libéralise la politique d'utilisation de la bibliothèque, institue un système de réserve et se dispute avec l'administration au sujet de l'installation de lumières électriques pendant des heures prolongées. Pendant ce temps, il influence également le domaine par le biais de rapports lorsque la littérature de bibliothèque est rare.
Winsor est également l'un des fondateurs de l'American Library Association et du Library Journal, devenant le premier président de l'ALA de 1876 à 1885. À ce poste, il souligne le besoin de professionnels formés et explique le besoin de bibliothèques pour lutter contre les attaques contre la morale et les normes sociales américaines. La Table ronde sur l'histoire des bibliothèques de l'ALA décerne le " Prix Justin Winsor ", créé en 1978, pour des essais exceptionnels sur l'histoire des bibliothèques.
Winsor est membre du Library Hall of Fame.

## Historien
Il est élu membre de l'American Antiquarian Society en 1880. Il siège également à la Commission des archives du Massachusetts pendant de nombreuses années. Winsor est un membre fondateur de la Société américaine d'histoire et est leur troisième président pendant le mandat 1886–1887. Le prix Justin Winsor est le premier prix créé par l'AHA et est décerné de 1896 à 1930 et de 1936 à 1938.

## Décès
À la suite d'une maladie pendant un certain temps, Winsor doit faire face à une hernie étranglée alors qu'il séjourne chez lui à Cambridge, dans le Massachusetts. Une opération le 17 octobre 1897 améliore légèrement son état. Cependant, le 22 octobre, Winsor meurt des suites d'une fièvre due à la hernie. Sa mort est pleurée par la communauté des bibliothèques universitaires ainsi que par la communauté de l'Université de Harvard. Les funérailles de Winsor ont lieu à l'église Appleton le 23 octobre 1897, qui est plus tard remplacée par l'église Memorial de l'Université de Harvard.

## Publications
- Bibliographie des quartos et folios originaux de Shakespeare, avec une référence particulière aux copies en Amérique (1876)
- Manuel du lecteur de la révolution américaine, 1761-'83 (1880); édition 1895
- Shakespeare était-il Shapleigh ? Une correspondance en deux enchevêtrements (1887)
- Christophe Colomb (1891), appelé par The New International Encyclopædia un livre très iconoclaste
- De Cartier à Frontenac: une étude de l'histoire géographique à l'intérieur de l'Amérique du Nord dans ses relations historiques, 1534-1700 (1894)
- Exploration du bassin du Mississippi (1895)
- A Report on the Maps of the Orinoco-Essequibo Region, préparé à la demande de la Commission des frontières du Venezuela.